# Parlementaire assemblee
Een parlementaire assemblee is een parlementair gremium met een eigen grondwettelijk statuut, te weten ofwel een unicameraal parlement ofwel een van de samenstellende kamers (soms huizen of anders genoemd) van een bicameraal parlement.
Evenals regeringen kunnen parlementaire assemblees bestaan op de staatkundige niveaus van 
- een natie (bijvoorbeeld de Belgische Kamer van volksvertegenwoordigers en Senaat of de Nederlandse Eerste - en Tweede Kamers)
- een (deel)staat van een (con)federale staat (bijvoorbeeld het Vlaams parlement, op gewest- én gemeenschaps-niveau)
- een supranationale volkenrechtelijke organisatie (bijvoorbeeld het Europees Parlement van de EU, de Assemblee van de Raad van Europa)

Ze moeten onderscheiden worden van de interne organen van parlementaire assemblees, zoals een bureau en diverse commissies, die voorbereidend, ondersteunend of aanvullend werk leveren en hun mandaat doorgaans van de assemblee krijgen, bij een specifieke delegatie of permanent via het intern reglement van de assemblee.
Hoewel de parlementaire terminologie pas gangbaar werd met de moderne representatieve democratie, bestonden er vaak parlementaire assemblees binnen hun feodale voorlopers, de standenvergaderingen, waarin meestal twee (doorgaans adel en clerus) of drie (typisch met daarenboven de 'derde stad', veelal vooral de steden) aparte vergaderingen vormden, naar voorbeelden uit de Oudheid, zoals de Romeinse curiae. Ook ingewikkelder conctructies bestonden, zoals de stembanken binnen de Rijksdag van het Heilig Roomse Rijk.